# Gortina

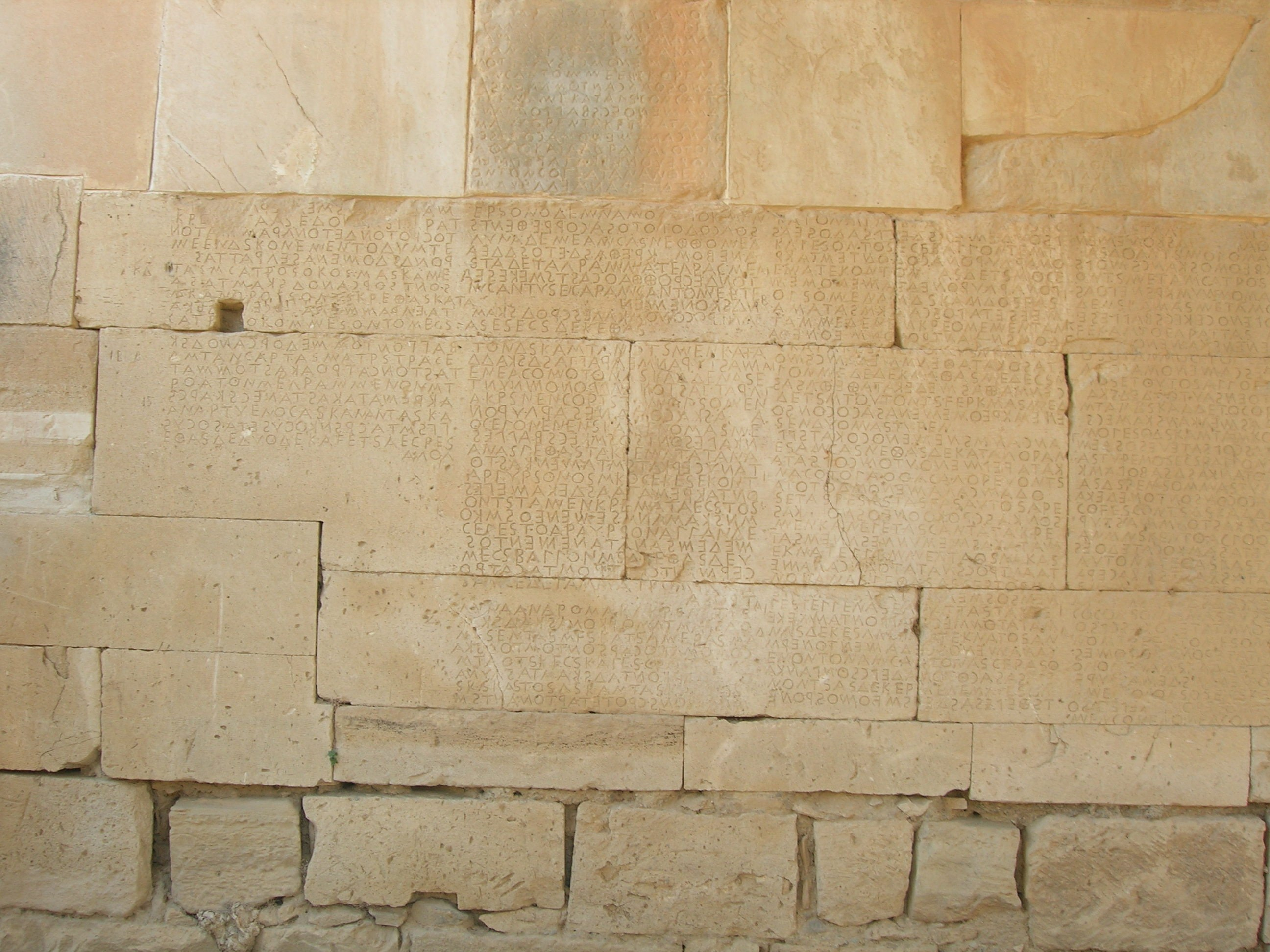
Código Legal de Gortina, em Gortina

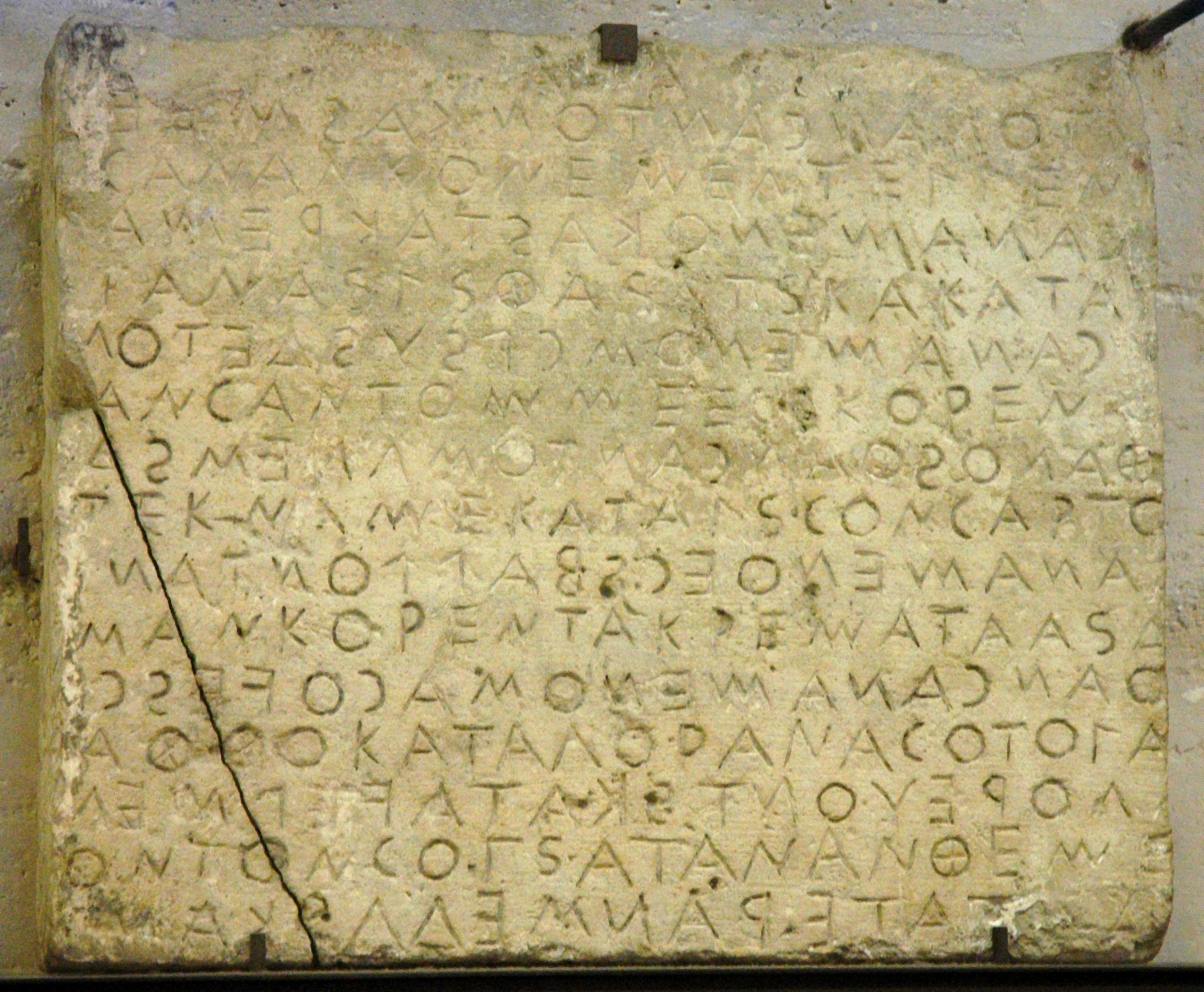
Leis de herança, fragmento da 11.ª primeira coluna do Código Legal de Gortina, Museu do Louvre

Gortina (em grego: Γόρτυνα; Γόρτυς, Górtys; ou Γόρτυν, Górtina) é um município e um sítio arqueológico na ilha mediterrânica de Creta, pertencente à unidade regional de Heraclião. O município foi criado pela reforma administrativa de 2011, juntando os antigos municípios de Gortina, Agia Varvara, Cofinas e Rouvas, que passaram a ser unidades municipais do atual município, cuja capital é a aldeia de Agioi Deka (ou Hagioi Deka; "Dez Santos").
Situa-se na planície de Messara, 45 km a sul-sudoeste de Heraclião, a capital da ilha, a norte da montanha de Psiloritis, e estende-se à costa meridional cretense (mar Líbio). Durante o período romano foi a capital de Creta e da província de Creta e Cirenaica. Os vestígios mais antigos da cidade remontam a c. 3 200 a.C. e entre 1 600 e 1 100 a.C. foi uma florescente cidade minoica. 

## História
Há evidências da ocupação humana em Gortina desde pelo menos o Neolítico, em 7 000 a.C. Muitos artefatos foram encontrados do período minoico 2 600–1 100 a.C., bem como alguns do período dórico (c. 1 100 a.C.). Embora não seja consensual que a cidade tenha se desenvolvido durante o período minoico, ela já existia nos tempos heroicos, uma vez que foi citada por Homero, entre as cidades gregas de Creta cujo crescimento já era destacado. A cidade também foi elogiada por Platão e muitas outras. A cidade de Gortina ultrapassou em proeminência a cidade de Festo, até então a mais importante cidade da Creta minoica, durante o primeiro milênio a.C. O período de maior posteridade, porém, foi durante a era helenística.
Durante a Guerra de Licto, em 220 a.C., os cidadãos de Gortina foram divididos por conflitos civis. Os mais velhos permaneceram leais ao seu tradicional aliado Cnossos, enquanto os mais jovens favoreciam Licto. Reforçados por um contingente da Liga Etólia, os cnossianos marcharam para Gortina, cujos anciãos os levaram a ocupar sua cidadela. Depois resolveram matar ou expulsar seus oponentes mais jovens, que se refugiaram no porto de Festo e algum tempo depois lançaram um ataque contra o porto de Gortina, que ocuparam para sitiar seus oponentes na cidadela de Gortys. A cidade manteve excelentes relações com Ptolemeu IV (r. 224–205 a.C.) do Egito e prosperou também durante o período romano.
A cidade excedeu o poderio de todas as outras cidades cretenses e chegou a dominar toda a planície de Messara até Levina e, depois da destruição de Festo no séc a.C., estendeu o seu poder até Matala. Por ser aliada dos romanos, evitou o desastre que se abateu sobre outras cidades de Creta quando a ilha foi invadida por Quinto Cecílio Metelo Crético em 68 a.C.
Gortina foi destruída em 828 a.C. pelos invasores árabes. Um dos primeiros templos cristãos foi construído na cidade e os restos da catedral ainda são visíveis. Esta catedral, dedicada a São Tito, o primeiro bispo de Creta, foi erguida no século VI

## Monumentos
O coração da Gortina romana é o pretório, a sede do governador romano em Creta. Foi construído no século I a.C. e alterado significativamente durante os oito séculos seguintes. Na mesma área, entre a ágora e o templo de Apolo estão as ruínas dos banhos romanos (thermae), o próprio templo, um arco do triunfo e um templo de divindades egípcias, com estátuas de culto de Ísis, Serápis e Anúbis.

### Código legal da cidade de Gortina
Entre os arqueólogos, historiadores e classicistas, Gortina é conhecida hoje em dia principalmente pela descoberta em 1884 do chamado "Código de Gortina", que é o mais antigo e o mais completo código legal grego conhecido.
O código foi descoberto perto de uma estrutura construída pelo imperador romano Trajano, o odeão, que reutilizou blocos de rocha de uma parede contendo inscrições que também já tinha sido incorporada às fundações de uma estrutura helénica ainda mais antiga. Embora porções da inscrição tenham sido levadas para museus (como o Louvre), um edifício moderno atualmente localizado onde estava o hoje semidestruído odeão abriga as pedras com o famoso código.

## Mito de Europa e Zeus
Na mitologia grega clássica, Gortina foi o local de um dos muitos relacionamentos amorosos de Zeus, com a princesa Europa, cujo nome foi aplicado também ao continente. De acordo com o livro III da Odisseia de Homero, Menelau e sua frota, retornando para casa após a guerra de Troia, foi desviado do seu curso e acabou na costa de Gortina. Homero descreve que uma tempestade então lançou as embarcações contra os rochedos, acabando por destruir muitas delas.